# کوین دابسن
کوین دابسن (انگلیسی: Kevin Dobson؛ زادهٔ ۱۸ مارس ۱۹۴۳ - درگذشته ۶ سپتامبر ۲۰۲۰) یک هنرپیشه، و کارگردان اهل ایالات متحده آمریکا بود. وی از سال ۱۹۷۱ میلادی تا زمان فوت مشغول فعالیت بوده‌است.
از فیلم‌ها یا مجموعه‌های تلویزیونی که وی در آن‌ها نقش داشته‌است می‌توان به کوجک اشاره نمود.